# Rosa rubiginosa
Espèce
Classification phylogénétique
L’Églantier couleur de rouille, Rosier à odeur de pomme ou Rosier rouillé (Rosa rubiginosa) est une espèce de plantes à fleurs de la famille des Rosaceae. C'est un rosier appartenant à la section des Caninæ, originaire d'Europe et d'Asie occidentale, depuis la France et les îles Britanniques jusqu'à la Scandinavie méridionale, la Turquie et l'ouest de la Russie. Il est parfois appelé Rosier rubigineux.

## Synonyme
- Rosa eglanteria L.

## Noms communs

### En français
Églantier couleur de rouille ou Églantier de la Reine Elisabeth, Églantine, Églantier odorant, Églantier à feuilles odorantes, Églantier rouge, Rosier rouillé, Rosier à odeur de pomme de reinette.

### En anglais
sweetbriar (aussi sweetbrier), eglantine.

## Description
C'est un arbrisseau formant un buisson dense, à feuilles caduques, de deux à trois mètres de haut et de large, dont les tiges sont munies de nombreux aiguillons en crochet. Le feuillage exhale une forte odeur de pomme.

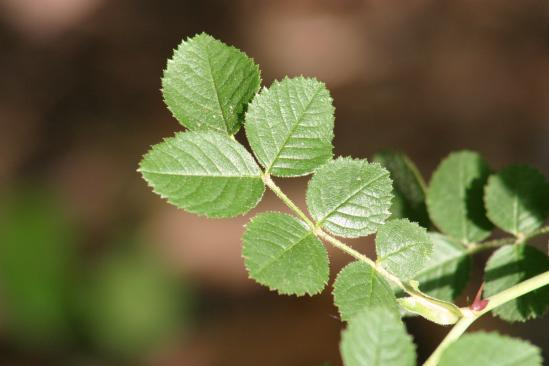
Détail de la feuille.

Les feuilles imparipennées, de 5 à 9 cm de long, comptent de 5 à 9 folioles ovales ou arrondies au bord serré, et sont couvertes de nombreux poils glandulaires.

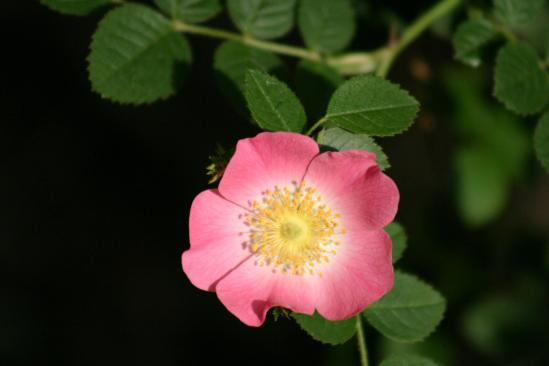
Fleur.

Les fleurs, de 1,8 à 3 cm de diamètre, ont cinq pétales roses, blancs à la base, et de nombreuses étamines jaunes ; elles sont groupées en corymbes de 2 à 7 fleurs et apparaissent de la fin du printemps au milieu de l'été.

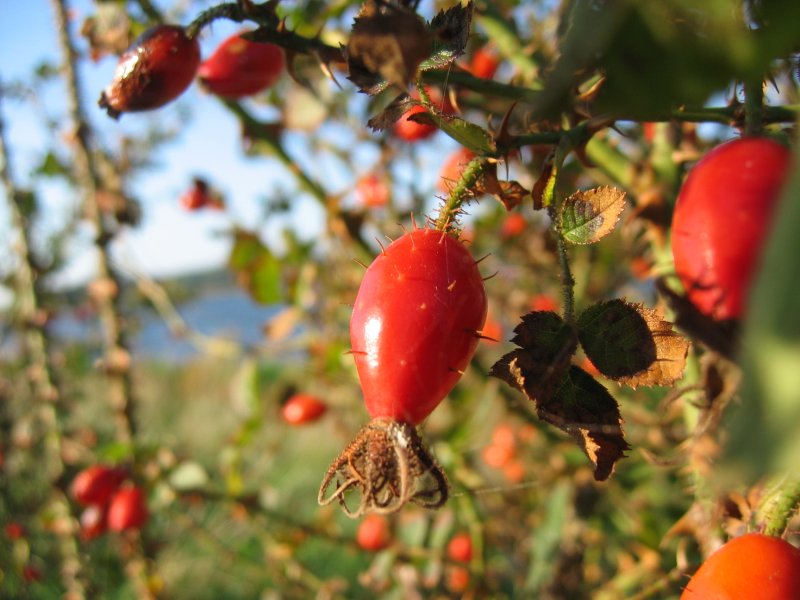
Fruits.

Les fruits  sont des cynorrhodons globuleux à oblongs de 1,2 cm de diamètre, rouges à maturité.

## Culture et utilisation
Outre ses fleurs roses, cette espèce est appréciée pour son parfum et pour ses fruits qui se forment après les fleurs et persistent bien durant tout l'hiver. Graham Thomas recommande de le planter dans les côtés sud et ouest du jardin de manière que les odeurs soient transportées dans le jardin par les vents chauds et humides.
C'est une espèce qui tolère des sols d'alcalinité élevée et qui ne requiert ni un sol fertile, ni un bon drainage. Elle est tolérante à la sécheresse et résiste bien aux maladies.
En Nouvelle-Zélande, ce rosier est considéré comme une plante envahissante, classée à ce titre  comme Regional Plant Pest. Il en est de même dans le sud-est de l'Australie.
Les fruits de ce rosier sont comestibles et se préparent en conserves ou confitures.
On en fait également des infusions. Ils sont légèrement astringents et acides et contiennent des caroténoïdes, des flavonoïdes et une huile essentielle odorante.
Des études de l'université de Concepción au Chili indiquent que cette huile contient des niveaux élevés d'acides gras essentiels polyinsaturés (linoléique et linolénique), lesquels sont en partie responsables de l'action bénéfique de l'huile de rose musquée, employée dans les cosmétiques, dans la régénération de la peau. L'enveloppe charnue de ses graines contient un taux élevé de vitamine C.

## Hybrides
Les hybrides de Rosa rubiginosa obtenus par Lord Penzance sont plus de 15, avec des rosiers Bourbons, des hybrides remontants ou Rosa fœtida :
- Rosa × penzanceana ou 'Lady Penzance', Rosa rubiginosa × Rosa fœtida, à fleurs simples, saumon,
- 'Benda', 'Catherine Seyton', 'Minna', 'Lord Penzance', à fleurs roses,
- 'Lucy Ashton', à fleurs blanches et sa mutation 'Magnifica', à fleurs roses semi-doubles, qui est peut-être la réapparition de Rosa rubiginosa 'Duplex' disparue[4].

## Statut de protection
En Belgique, l'espèce est légalement protégée.